# Ordine della fedeltà
L'Ordine dinastico della Fedeltà (in tedesco: Hausorden der Treue) fu il più importante degli ordini cavallereschi fondati nell'ambito del granducato di Baden.

## Storia
L'Ordine venne fondato dal margravio Carlo III Guglielmo di Baden-Durlach il 17 giugno 1715 per ricompensare quanti si fossero distinti nel servizio della patria e per commemorare nel contempo il completamento della sua nuova residenza a Karlsruhe. Come era costume dell'epoca, e sul modello dell'ordine prussiano Pour le Mérite, la medaglia dell'Ordine della Fedeltà venne disegnata in foggia francese e chiamata anche Ordre de la Fidélité, rinominata in seguito anche "medaglia della lealtà".
Quando il Baden ottenne il titolo granducale, nel 1806, l'Ordine della Fedeltà divenne il più alto degli ordini cavallereschi dello Stato, ottenendo a partire dal 17 gennaio 1840 (con una nuova riforma dello Statuto) il titolo di Ordine dinastico della Fedeltà. Col medesimo documento venne anche stabilito che tale onorificenza potesse essere concessa unicamente ai principi della casata regnante del Baden, ad altri regnanti stranieri, ed a un numero ristretto di persone che si fossero distinte in maniera straordinaria.

## Classi
L'Ordine era divisa nelle seguenti classi di benemerenza:
- Ordine in diamanti con catena d'oro (classe speciale, solo 2 conferimenti)
- Ordine in diamanti (classe speciale, solo 4 conferimenti)

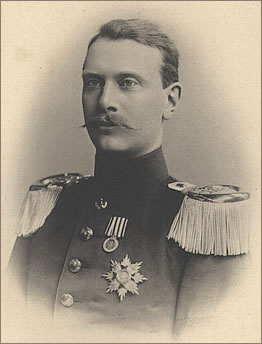
Federico II del Baden con la stella dell'Ordine della Fedeltà

- Stella in diamanti (classe speciale, solo 4 conferimenti)
- Cavaliere di gran croce (414 conferimenti)
- Commendatore con stella (18 conferimenti)
- Commendatore (solo 6 conferimenti)
- Decorazione della Principessa (solo 6 conferimenti)

La decorazione della Principessa venne introdotta a partire dal 1902, per commemorare il matrimonio tra l'erede al trono Federico (futuro granduca Federico II di Baden) e la principessa Hilda di Nassau.

## Insegne
La decorazione della medaglia consiste in una croce maltese smaltata di rosso, bordata e pomata d'oro. Negli angoli dei bracci della croce si trovavano in oro le iniziali del fondatore dell'ordine, "C" (Carlo). Una corona granducale dorata sorregge la croce e la lega al nastro tramite un anello d'oro. Il medaglione centrale è dorato e riporta le iniziali del fondatore in oro (due "C" raffrontate) coronate e sovrastanti delle montagne smaltate di verde. Sopra tutto spicca la scritta FIDELITAS ("fedeltà"). Sul retro si trova lo stemma del granducato di Baden.
Il nastro dell'Ordine è giallo con una banda argentata per lato.